# مزرعة روح بخش (علي جمال)
مزرعة روح بخش (بالإنجليزية: Mazraeh-ye Ruh Bakhsh)‏ هي مستوطنة تقع في إيران في قسم علي جمال الريفي.